# Cappella Pratensis
Cappella Pratensis is een Nederlands vocaal ensemble uit 's-Hertogenbosch met internationale bekendheid, dat overal in de wereld optreedt. Opgericht in 1987 ontleent de cappella har naam aan de grote polyfonist en componist Josquin des Prez (Pratensis = des Prés) (1450-1521). Cappella Pratensis specialiseert zich in muziek van de late Middeleeuwen en de Renaissance uit de 15e en 16e eeuw, vooral in de muziek van Josquin en andere Frans-Vlaamse polyfonisten uit die periode.

## Geschiedenis
Cappella Pratensis is gespecialiseerd in de muziek van Josquin des Préz en veel andere polyfonisten uit de 15e en 16e eeuw. In haar concerten neemt de Cappella de historische uitvoeringspraktijk als uitgangspunt en stelt haar eigen programma's samen met originele interpretaties. Ze doet dat op basis van wetenschappelijk bronnenonderzoek en eigen artistieke uitgangspunten.
Vanaf 1987 ontwikkelde het ensemble onder Ludy Vrijdag en Rebecca Stewart zijn eigen aanpak. Meest opvallend bij uitvoeringen was het lage tempo en een golvende dynamiek. De achtergrond voor deze uitvoeringspraktijk werd gevormd door de aandacht voor de taal, de akoestiek en de spanning tussen tonen (bijvoorbeeld die tussen de grondtoon en de kwint of de kleine terts). Bovendien had Stewart uitgesproken opvattingen over het stemgebruik in de Renaissance. Na haar vertrek in 2002 werd haar aanpak stilaan verlaten.
Vanaf 2008 tot eind 2024 stond Cappella Pratensis onder de artistieke leiding van zanger en dirigent Stratton Bull.
Net zoals in de tijd van Josquin gebruikelijk was, staan de zangers in veel concerten dicht bij elkaar rond een centrale muziekstandaard. Dit heeft een direct effect op de ensembleklank. Gezongen wordt uit facsimile-uitgaven van originele koorboeken. De muziek is opgetekend in de oorspronkelijke handschriftnotatie. Deze aanpak, samen met de aandacht voor de linguïstische oorsprong van de composities, en voor het modale systeem waarop ze gebaseerd zijn, biedt een uniek perspectief op het grote repertoire van de Frans-Vlaamse polyfonisten.
Sinds begin krijgt deze benadering en aanpak vervolg bij artistiek leider, dirigent en superieur Tim Braithwaite.  Tim Braitwaite (*1992) geeft tevens les aan het Conservatorium van Amsterdam en aan het Koninklijk Conservatorium in Den Haag. Zijn specialismen zijn Renaissance-contrapunt en analyse, evenals historische solmisatie en zingen vanuit historische notatie.
Het ensemble realiseert ook vele cd-opnamen (zie de lijst hieronder), bekroond met lovende kritieken en diverse onderscheidingen, waaronder meerdere keren een Diapason d'Or, de Prix Choc, en -in 2022- een REMA-Award voor de cd Apostola Apostolorum, als bekroning voor het Heritage Project of the Year. In juli 2024 nomineerde Gramophone de opname Missa Maria zart, een meesterwerk van Jacob Obrecht, voor de Gramophone Classical Music Award 2024 in de categorie Early Music.
Van 2005 tot en met 2007 was de Cappella ensemble-in-residence bij de Fondation Royaumont (Frankrijk) waar het masterclasses en concerten gaf. In 2009 kwam het met de dvd/cd productie rond de Missa De Sancto Donatiano van Jacob Obrecht, een reconstructie van de eerste uitvoering van de mis, gefilmd op locatie in Brugge. Deze uitvoering werd bekroond met een Diapason découverte.
De cd Vivat Leo! Music for a Medici Pope verscheen in 2010 en werd bekroond met de Diapason d'Or. Gastdirigent was musicoloog Joshua Rifkin. Een serie concerten met het Requiem van Pierre de la Rue stond onder leiding van gastdirigent Bo Holten. Van één van deze concerten verscheen in 2010 een dvd onder de titel Bosch Requiem in het kader van de meerjarige manifestatie Jheronimus Bosch 500.
In 2012 volgde een nieuwe cd met de vroegst overgeleverde dodenmissen uit de muziekgeschiedenis, de requiems van Johannes Ockeghem en  Pierre de la Rue. 
Twee jaar later, in 2014, kwam de Cappella met de cd Missa Ave maris Stella, muziek geschreven door Josquin voor het feest van Maria Boodschap en afkomstig uit Vaticaanse koorboeken.
In 2015 werd de Missa Cum jocunditate van Pierre de la Rue op cd gezet.
Een jaar daarna, in 2016, bracht Cappella Pratensis samen met het Nederlands Kamerkoor in acht concerten de wereldpremière van de Missa Unitatis in dubbelkorige uitvoering. Antony Pitts (*1969) schreef deze missa in 2008 in opdracht van de Illustre Lieve Vrouwe Broederschap in 's-Hertogenbosch. In de laatste 10 jaar trad het ensemble meerdere keren op tijdens het Festival Oude Muziek in Utrecht en bracht het de serie 'Kerst met Josquin'.
Cappella Pratensis deelt haar visie op de vocale polyfonie met professionals, amateurs en scholieren in masterclasses, vaak met multimediale presentaties. Zij brengt jaarlijks een week omvattende Summerschool tijdens het festival Laus Polyphoniae in Antwerpen. De laatste jaren genieten vele duizenden scholieren van voorstellingen die samen met harpist Remy van Kesteren en Dansgroep De Stilte worden uitgevoerd.
Jaren van voorbereiding zijn voorafgegaan aan het grote project rond de 13 unieke Bossche Koorboeken, The Den Bosch Choirbooks. Deze meer dan 500 jaar oude muzikale schat bevindt zich in Museum het Zwanenbroedershuis in 's-Hertogenbosch. De Illustre Lieve Vrouwe Broederschap van 1318 is de trotse eigenaar van deze collectie puntgave koorboeken uit de periode 1450-1600. De boeken belichamen de ongekende bloeiperiode van het Hertogdom Brabant, ook wel de Brabantse Gouden Eeuw genoemd. De boeken -sommige zijn vervaardigd door Petrus Alamire in opdracht van de Broederschap-  bevatten werken van gerenommeerde componisten uit die tijd, zoals Jean Mouton en Pierre de la Rue. De boeken zijn eeuwenlang door de Broederschap volop gebruikt voor de liturgie, maar de muziek is inmiddels grotendeels verstomd. Sinds 2019 pakt Cappella Pratensis in een zeer nauwe en goede samenwerking met de Broederschap de boeken opnieuw uit. Vijf jaar lang worden elk jaar een of twee boeken ontsloten in beeld en klank. Inmiddels zijn in het kader van het project De Bossche koorboeken vier cd's uitgebracht. De vijfde en laatste verschijnt in 2026.
Cappella Pratensis is Artist in Residence bij de Alamire Foundation in Leuven

## Zangers
Cappella Pratensis kent een vaste kern met de volgende zangers:
- Tim Braithwaite (artistiek leider, dirigent en superius)
- Andrew Hallock (superius)
- Peter de Laurentiis (tenor)
- Lior Leibovici (contratenor)
- Korneel van Neste (contratenor)
- Pieter de Moor (tenor)
- Julian Podger (tenor)
- Marc Busnel (bassus)
- Grantley McDonald (bassus)
- Maté Bruckner (bassus)
- Jonty Coy, (bassus)
- Donald Bentvelsen (bassus)
- Bram Trouwborst (bassus)

In het verleden maakten onder meer de volgende zangers deel uit van het ensemble:
- Stratton Bull artistiek leider, dirigent en superius
- Lionel Meunier (bassus, later oprichter en leider van Vox Luminis)
- Olivier Berten (tenor)
- Robert Buckland (tenor)
- Christopher Kale (contratenor)
- Jeroen Spitteler (tenor)
- Rob Borst (bassus)
- André Cats (contratenor)
- Annelies Coene (superius)
- Bart Demuyt (bassus)
- Olard Derks (bassus)
- Lieven Deroo (bassus)
- Ibo van Ingen (tenor)
- Piet Brummer (bassus)
- Peter Halpern (contratenor)
- Peter van Heyghen (contratenor)
- Renée Kartodirdjo (superius)
- Sjef van Leunen (tenor)
- Arnout Lems (tenor)
- Iason Marmaras (tenor)
- Dirk Snellings (bassus; de latere oprichter van het ensemble Capilla Flamenca)
- Pieter Stas (bassus)
- Ludy Vrijdag (tenor)
- Herman de Winné (bassus)

Cappella Pratensis treedt wereldwijd op bij prestigieuze festivals als het Festival Oude Muziek Utrecht, Laus Polyphoniae in Antwerpen, Boston Early Music Festival, Berkeley Festival, York Early Music Festival, Sastamala Gregoriana, Stockholm Early Music Festival. De Cappella heeft in vele landen concerten gegeven zoals België, Canada, Colombia, Duitsland, Estland, Finland, Frankrijk, Groot-Brittannië, Hongarije, Ierland, Italië, Japan, Letland, Polen, Portugal, Slovenië, Slowakije, Verenigde Staten, Zweden, Zwitserland en -uiteraard- op zeer veel plaatsen in Nederland. Het ensemble is regelmatig te horen op radio en te zien op tv.

## Discografie
- 1991 - Missa Gaudeamus. Josquin des Prez. Jubal CD ZV 9011.
- 1991 - Missus est Gabriel angelus. Jean Mouton, Josquin Desprez, Jacob Obrecht. Jubal CD ZV 911332.
- 1993 - Sicut lilium inter spinas : In annunciatione Beate Marie virginis. Clemens non Papa, Lupus Hellinck, Antoine Brumel. Emergo EC 3975-2.
- 1996 - Missa lesse faire a mi. Josquin des Prez. Ricercar RIC 159166.
- 1998 - Missa Mi-mi. Johannes Ockeghem. Ricercar RIC 206402. Bekroond met een Diapason d'Or.
- 1998 - Cappella Pratensis 10 jaar.
- 1999 - Missa Paschale. Heinrich Isaac. Ricercar RIC 206692.
- 2000 - O admirabile commercium. Ricercar RIC 208.
- 2001 - Missa Sancti Iacobi. Guillaume Dufay. Ricercar RIC 212.
- 2009 - Missa de Sancto Donatiano. Jacob Obrecht. Fineline Classical FL 72414. Bekroond met een Diapason d'Or découverte.
- 2010 -  Vivat Leo! Music for a Medici pope. Challenge Classics CC72366. Bekroond met een Diapason d'Or
- 2010 - Bosch Requiem 2010. Pierre de la Rue en Josquin des Prez. (dvd) Stichting Jheronimus Bosch 500 AMR 102.
- 2011 - La Polyphonie Flamande. 8 cd-box. Met o.a. Vox Luminis, Capilla Flamenca en Diabolus in Musica. Bekroond met een Diapason d'Or. Ricercar 102
- 2012 - Requiem. Johannes Ockeghem / Pierre de la Rue. Challenge Classics CC72541. Bekroond met vijf Diapasons.
- 2013 - Stabat Mater 2013. Stabat Maters van Josquin des Prez, Giovanni Pergolesi en Hawar Tawfiq. Oirschot 2013. www.stabatmater.nl
- 2014 - Missa Ave maris stella. Celebrating the annunciation in renaissance Rome. Josquin des Prez. Challenge Classics CC72632.
- 2016 - Missa Cum jocunditate. Pierre de la Rue. Challenge Classics CC72710.
- 2017 - Missa Unitatis. Antony Pitts. Met het Nederlands Kamerkoor. Challenge Classics CC72711.
- 2020 - Gaude Virgo! Missa Cum jucundatate, Pierre de la Rue. The Den Bosch Choirbooks Vol 1. Challenge Classics CC72877.
- 2021 - Ezekiel's Eagle. Missa Tua est potentia, Jean Mouton. The Den Bosch Choirbooks Vol 2. Challenge Classics CC72878.
- 2022 - Apostola Apostolorum, Nicolas Champion. The Den Bosch Choirbooks Vol 3. Challenge Classics CC72879. Bekroond met een REMA-Award, Heritage Project of the Year. Ook bekroond met 5 Diapasons. Editor's Choice Gramophone.
- 2023 - Missa Maria zart, Jacob Obrecht. Challenge Records CC72933. Winnaar van de Gramophone Classical Music Award 2024 in de categorie Early Music. Bekroond met de Abbiati Award. Editor's Choice Gramophone.
- 2024 - The Feast of the Swan, a Renaissance brotherhood at table. The Den Bosch Choirbooks Vol 4. With Sollazzo Ensemble | Anna Danilevskaia. Challenge Classics CC72880